# Операція ОДКБ в Казахстані
Операція ОДКБ в Казахстані — операція військ держав-учасниць Організації договору про колективну безпеку в Республіці Казахстан. Офіційно оголошена як миротворча. Почалася 6 січня 2022 року на прохання президента Казахстану Касим-Жомарта Токаєва та тривала до 19 січня 2022 року. Причиною операції стали протести в Казахстані.

## Передумови
З 1 січня 2022 року в Казахстані були підвищені ціни на зріджений газ. У зв'язку з цим у нафтовидобувному місті Жанаозен у Мангистауській області 2 січня відбулися акції протесту. Протягом кількох днів вони поширилися на весь Казахстан. Протестувальники, попри поступки уряду (ціну на газ було знижено), стали вимагати повної відставки президента, уряду та парламенту. Після загострення ситуації 5 січня президент Казахстану Касим-Жомарт Токаєв звернувся до держав-членів ОДКБ з метою надання ними допомоги у боротьбі з «бандитами та терористами», тобто протестувальниками.

## Правова база операції
Казахстан з 1992 року є членом ОДКБ. Ст. 4 договору зазначає:.
|  | Якщо одна з держав-учасниць зазнає агресії (збройний напад, загрозливий для безпеки, стабільності, територіальної цілісності та суверенітету), то це буде розглядатися державами-учасницями як агресія (збройний напад, що загрожує безпеці, стабільності, територіальній цілісності та суверенітету). Учасники цього договору негайно нададуть йому необхідну допомогу, включаючи військову, а також нададуть підтримку засобами, що знаходяться в їхньому розпорядженні, в порядку здійснення права на колективну оборону відповідно до ст. 51 Статуту ООН. |

Відповідно до цієї статті, 5 січня 2022 року президент Казахстану Токаєв звернувся з проханням до ОДКБ надати йому військову допомогу, аргументуючи це наявністю в Казахстані «терористичних банд».
Разом з цим, в ході проведення заходів операції ОДКБ в Казахстані, на вулицях м. Алмати були помічені військовослужбовці одягнені у блакитні шоломи миротворчої місії під егідою ООН. В ООН підтвердили, що озброєні особи, помічені на зображеннях, не є частиною миротворчої місії. «Ми передали нашу стурбованість із цього питання постійному представництву Казахстану. Країни, що надають війська та поліцію ООН, повинні використовувати відповідні відзнаки лише у тому випадку, якщо виконують завдання відповідно до мандату Ради Безпеки», — було зазначено пресслужбою ООН. Експертами з міжнародного гуманітарного права та операцій з підтримки миру також було заявлено, що знімки в Алмати відображають грубе зловживання з боку влади військами, які носять ці каски. На їх думку, якщо за використанням блакитних касок стоять офіційні особи Казахстану, це має спричинити міжнародну відповідальність за протиправне діяння.

## Перебіг подій
6 січня 2022 року, війська держав-членів ОДКБ почали прибувати до Казахстану. Основу «миротворчого контингенту» складають війська РФ: 45-та гвардійська бригада спецпризначення, 31-ша десантно-штурмова бригада, 98-ма повітрянодесантна дивізія та військовослужбовці Центру спецоперацій «Сенеж». Раніше вояки цих підрозділів воювали на сході України проти українських військ. Війська прибували до Казахстану як сухопутними шляхами, так і повітрям.
Білорусь направила до Казахстану підрозділи 103-ї гвардійської повітряно-десантної бригади, а саме миротворчу роту з її складу. Також в операції беруть участь військові підрозділи Вірменії, Таджикистану і Киргизстану.
Парламент Таджикистану дозволив направити війська до Казахстану в рамках ОДКБ.
7 січня 2022 року, Киргизстан, не зважаючи на протести активістів, останнім з держав-членів ОДКБ, прийняв парламентське рішення щодо направлення військ до Казахстану. Раніше очільник Державного комітету нацбезпеки Киргизстану Камчибек Ташієв заявляв, що до Казахстану відправлять 150 військовослужбовців, 8 одиниць бронетехніки та 11 авто. За даними генерального секретаря ОДКБ Станіслава Зася, до Казахстану було направлено 2500 військових.
7 січня 2022 року, командувачем сил ОДКБ в Казахстані було призначено російського генерал-полковника Андрія Сердюкова, який 2014 року керував російськими військами під час анексії Криму і війни на сході України. Казахський бізнесмен та опозиціонер Мухтар Аблязов, який живе у Франції, оголосив введення військ ОДКБ в Казахстан окупацією, та назвав себе лідером протестів у Казахстані. РФ поставила Казахстану умову в рамках направлення до країни «миротворчої» місії. У Казахстану вимагалося визнати тимчасово окупований Крим російською територією.
13 січня 2022 року, за повідомленням державного телеканалу «Хабар 24», в Казахстані розпочалися заходи щодо організованого виведення контингенту ОДКБ. Вранці у Військовому інституті Сухопутних військ (м. Алмати) пройшов мітинг, присвячений проводам «миротворців». «За короткий проміжок часу завдання миротворчої операції, поставлені перед Міжнародним континентом миротворчих сил, були виконані. Керівництвом Республіки Казахстан прийнято рішення про виведення миротворчого контингенту і відхід його в пункти дислокації», — оголосили на заході перед хвилиною мовчання в пам'ять про загиблих під час протестів.
14 січня 2022 року, згідно повідомлення Міноборони Росії, війська ОДКБ з Білорусі, Киргизстану та Таджикистану залишили територію Казахстану.
19 січня 2022 року, ОДКБ заявила про завершення операції у Казахстані. Відповідну заяву здійснив командувач угрупуванням Андрій Сердюков. «Миротворча операція, що проводиться відповідно до рішення Ради колективної безпеки ОДКБ на території республіки Казахстан, завершена», — цитує Сердюкова агенція «Інтерфакс».